# Paul Richards (Leichtathlet)
Paul Richards (* 16. Februar 1956) ist ein ehemaliger antiguanischer Sprinter.

## Leben
Bei den Olympischen Sommerspielen 1976 nahm er zusammen mit den Teamkollegen Everton Cornelius, Elroy Turner und Calvin Greenaway an der 4-mal-100-Meter-Staffel teil. Das Team belegte den siebten Platz des Vorlaufes und zog somit nicht ins Finale ein. Mit Cuthbert Jacobs, Elroy Turner und Fred Sowerby lief er auch die 4-mal-400-Meter-Staffel.